# Wakakusa no Charlotte
Запрос «Charlotte (аниме)» перенаправляется сюда; об аниме 2015 года см. Charlotte (аниме, 2015)
Wakakusa no Charlotte (яп. 若草のシャルロット Вакакуса но Сяротто, «Молоденькая Шарлотта») — аниме-сериал производства Nippon Animation. Транслировался в Японии с 29 октября 1977 по 27 мая 1978 года. Создан на основе оригинальной повести сценариста
Юкимуро Сюнъити (в отличие от существующей манги).

## Сюжет
Шарлотту вырастил её отец, бывший французский дворянин, который проживает на ранчо в провинции Квебек, в Канаде. Хотя она и росла без матери, Шарлотта была счастливой девочкой, в окружении любящего отца и многих дружественных животных. В этот день пока однажды не приходит странное письмо. После того, как отец Шарлотты умирает, её мать приезжает жить с ней. В то же время Шарлотта знакомится со странным мальчиком. Это только начало многих душераздирающих инцидентов в жизни девочки, но в конце концов, её доверие и оптимизм, победы над всеми трудностями и Шарлотта способна восстановить счастье.

## Персонажи
| Персонажи | Японский Дубляж |
| --------- | --------------- |
| Шарлотта  | Ёкодзава Кэйко  |
| Андре     | Муракоси Итиро  |
| Симон     | Цубой Акико     |
| Сэнди     | Ясухара Ёсито   |
| Найт      | Ная Рокуро      |
| Граф      | Мияути Кохэй    |
| Дедушка   | Нагай Итиро     |
| Жан       | Уэда Тосия      |
| Гарсон    | Като Осаму      |
| Бекки     | Симаки Тосико   |
| Сати      | Комия Кадзуэ    |
| Кэйси     | Куросу Каору    |
| Белла     | Судзуки Рэйко   |
| Гордон    | Мурамацу Ясуо   |
| Кэтти     | Мита Юко        |
| Джим      | Мацуока Ёко     |

## Медия

### Аниме
Премьера экранизации с 29 октября 1977 года по 27 мая 1978 года. Производством занимались студия Nippon Animation, под контролем режиссёра Окабэ Эйдз, по сценарию Юкимуро Сюнъити, а за дизайн персонажей отвечал Такахаси Синъя. Музыкальные партии написал Судзуки Хиромаса. Транслировался по телеканалу TBS с 7 октября 1975 года по 30 марта 1976 года. Всего выпущено 26 серий аниме. Аниме также транслировалось на территории Испании, Мексики и Перу. 

## Критика
Nippon Animation ориентировала Wakakusa no Charlotte в первую очередь на сёдзё-аудиторию, надеясь повторить успех Haikara-san ga Tooru. Хотя телевизионные рейтинги были низкими, это любимое и хорошо известное аниме в некоторых европейских странах, особенно в Италии.